# M/S Östern
M/S Östern är en färja som ägs av Sundqvist Investments Oy. Färjan trafikerar sedan sommaren 2011 rutten Nagu–Själö–Rimito.
Fartyget byggdes 1974 på Skaalurens skipsbyggerie i Rosendal. Hon gick som färja i Norge under namnet Vaeroy tills hon såldes till Finland år 2011 för 300 000 euro. Hon ersatte det äldre och mindre fartyget M/S Linta som inte hade den kapacitet som krävdes under högsäsong. Färjan har plats för 16 bilar på undre däck och har en cafeteria på övre däck.

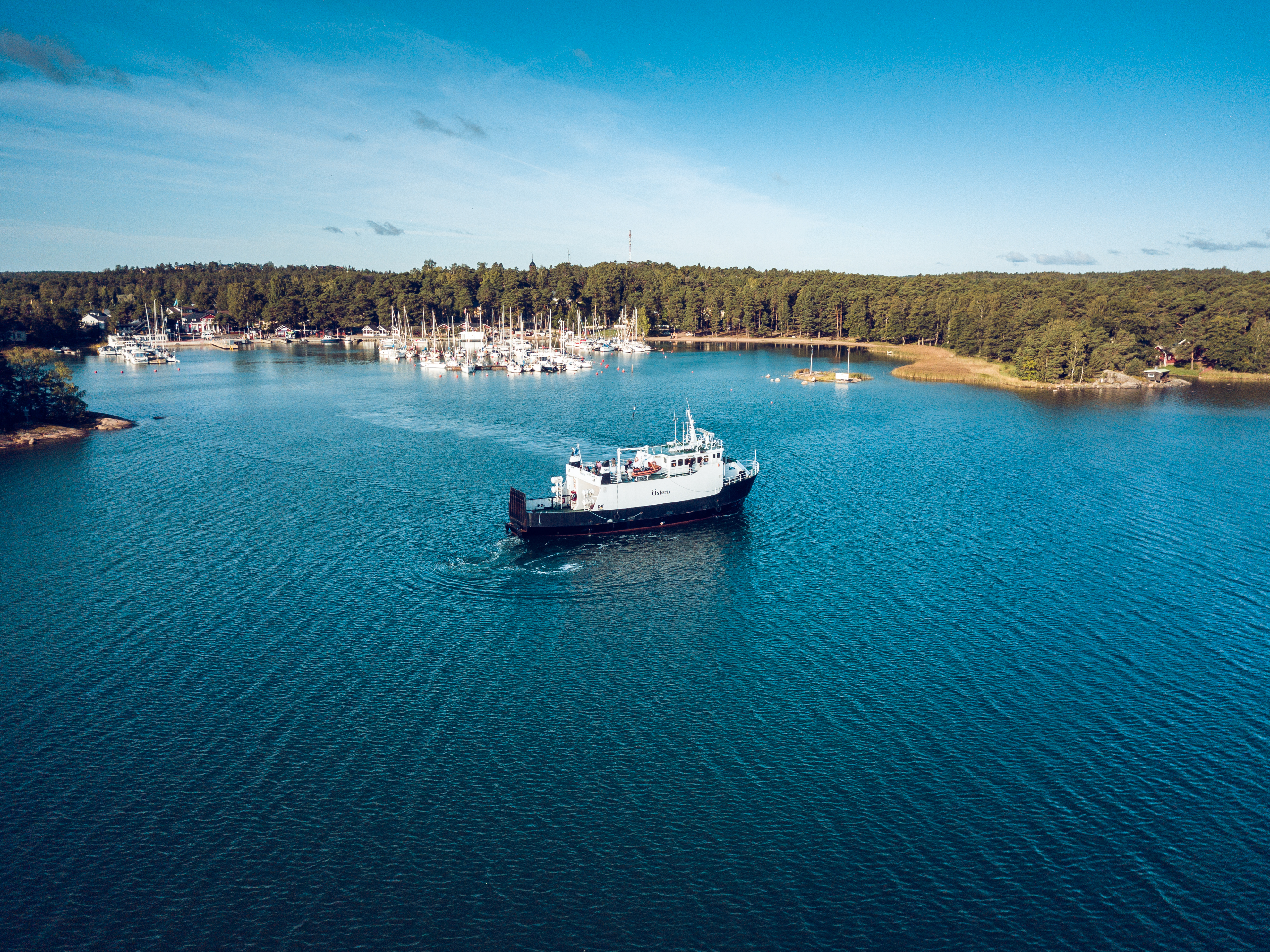
Vid Nagu Gästhamn hösten 2019.
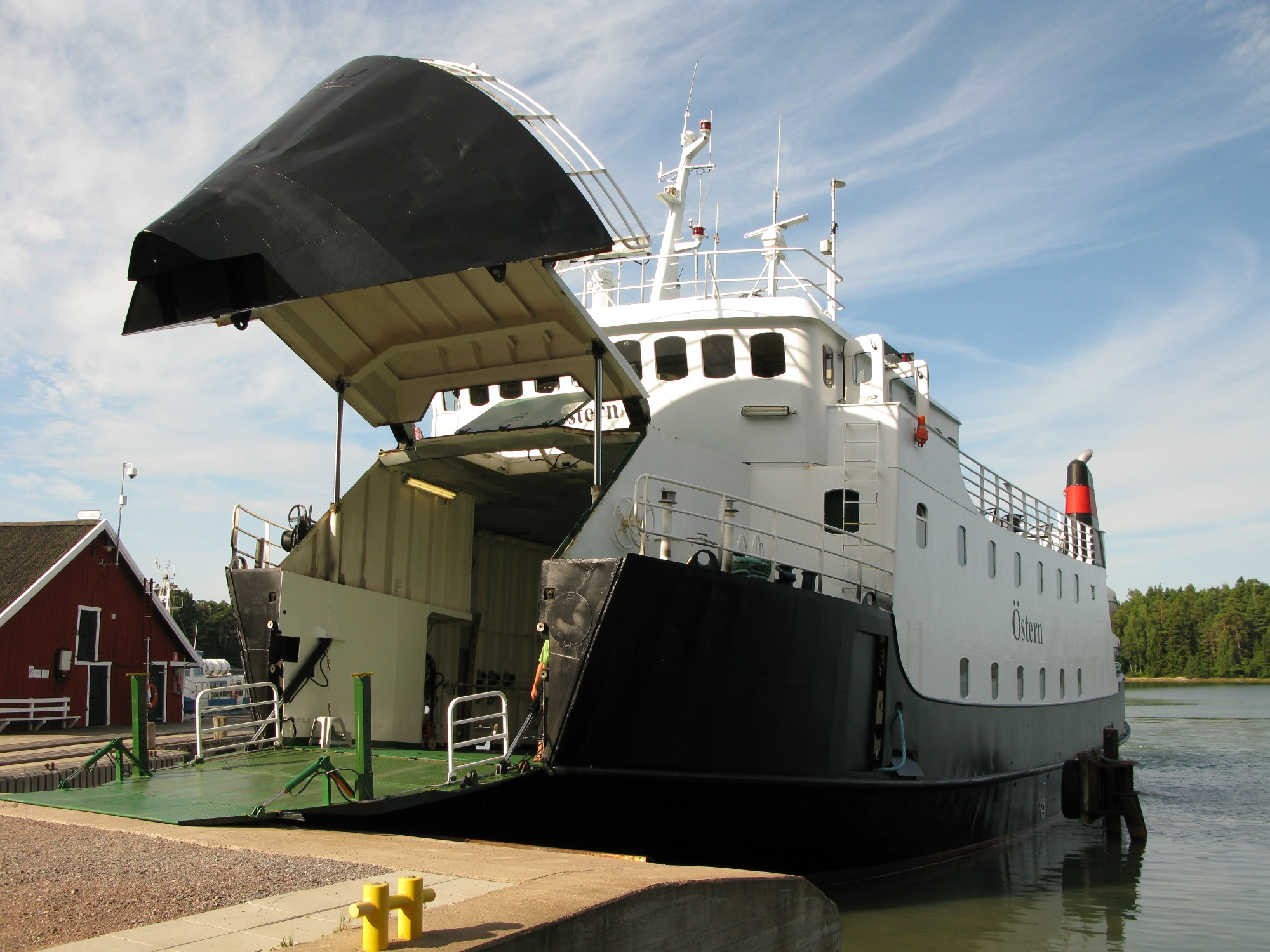
MS Östern vid Själö.
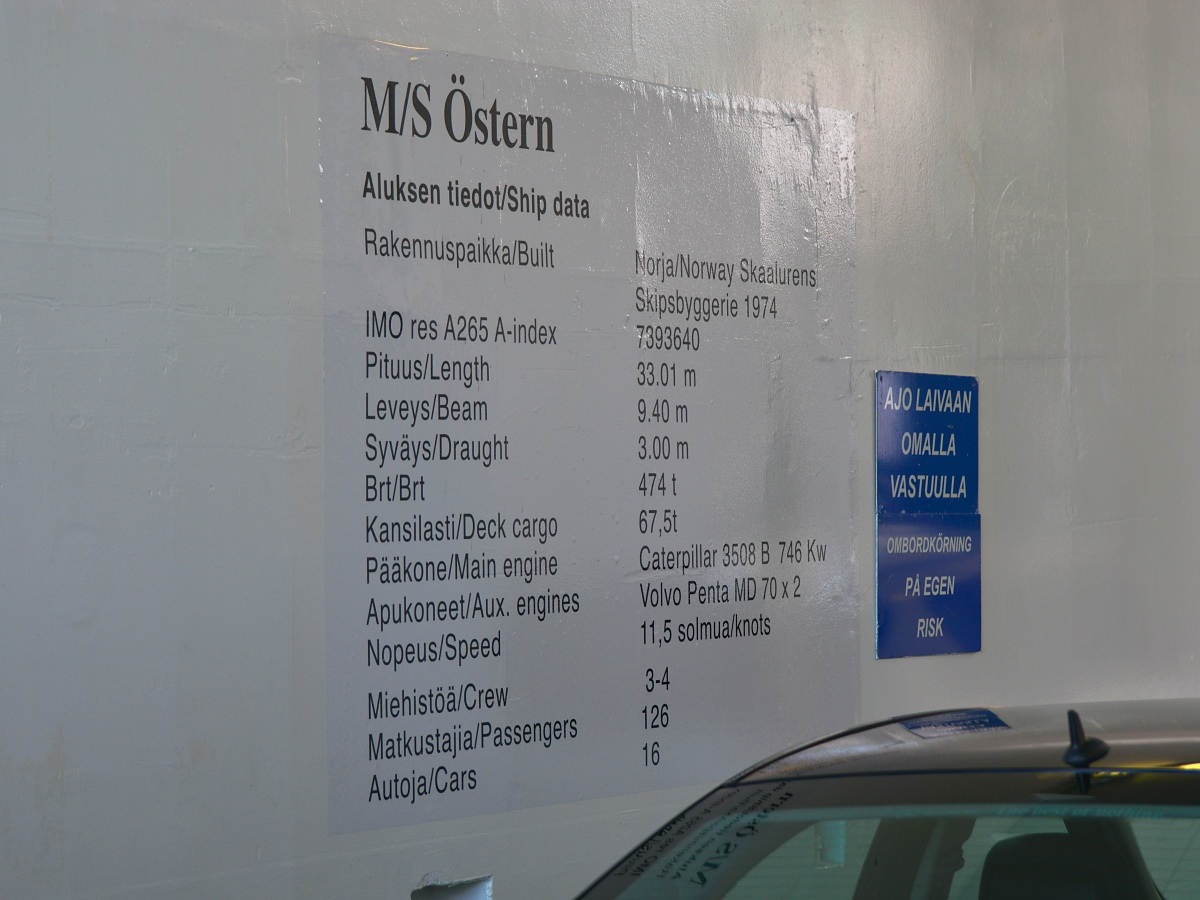
Data om fartyget.